# ناصر دراني
ناصر خان دراني (17 مارس 1957 - 19 أبريل 2021) ضابط شرطة باكستاني، خدم في الصف BPS-22. كان دوراني يحظى بتقدير كبير باعتباره ضابط شرطة أمينًا في البلاد. في سبتمبر 2013 تم تعيينه في مكتب الشرطة الإقليمي (المفتش العام للشرطة) في خيبر باختونخوا، مما جعله أعلى شرطي في الإقليم، حيث خدم حتى مارس 2017. بصفته المفتش العام للشرطة أشرف دوراني على جميع وحدات الدوريات والتخصصات، وأدار سياسة الإدارة التي أثرت على العديد من المجتمعات المتنوعة في خيبر باختونخوا. كان من البشتون من قبيلة الدراني.
أكسبته فترة دوراني كرئيس لشرطة خيبر بختونخوا شهرته وسمعته الطيبة منذ أن حظيت سياساته بإعجاب الجمهور. أظهر ذكاءه، وتمكن من إنشاء مدارس الشرطة المتخصصة في جميع أنحاء المحافظة والتي تلعب دورًا حيويًا في رفع معايير الشرطة. كما كان يُنسب إليه باعتباره رائد مشاريع المدينة الآمنة والاستجابة السريعة لشرطة خيبر.
بعد فوزه في الانتخابات في عام 2018، شارك عمران خان في أول خطاب له للأمة، حيث طلب من دوراني المساعدة في تحسين معايير الشرطة في مقاطعة البنجاب. تم تعيينه لاحقًا رئيسًا للجنة إصلاح شرطة البنجاب في سبتمبر 2018، حيث خدم حتى أكتوبر 2018. توفي ناصر دوراني في 19 أبريل 2021 في مستشفى ميو، لاهور بسبب كوفيد 19.